# Paegyang sa
Paegyang sa (백양사 Klasztor Drzewa Gałki Muszkatołowej) – jeden z najstarszych klasztorów koreańskich.

## Historia klasztoru
Klasztor został założony przez mnicha z Baekje Yŏhwana w 632 roku. Zbudowany jest na górze Paegam. Obecnie znajduje się w rejonie Narodowego Parku Naejangsan (kor. 내장산국립공원).
Początkowo nosił nazwę Paegam sa, w czasie okresu Goryeo nazywał się Chŏngt'o sa.
W klasztorze tym praktykowało wielu słynnych buddystów, takich jak uczeń Sosana Taesy Soyo T’aenŭng (1562–1649), który był jednym z przywódców mnisich ochotników walczących z japońską inwazją. Podczas inwazji Mandżurów służył królowi Injo (pan. 1632–1649). Jego bratem w Dharmie był ekscentryczny mistrz sŏn P’yŏnyang Ŏngi (1581–1644).
W czasie japońskiej okupacji Korei, klasztor ten był uważany za jeden z najważniejszych klasztorów koreańskich.
Obecnie jest wyróżniającym się ośrodkiem studiowania sutr. Jest jednym z pięciu ośrodków ch’ongnim w Korei.

## Adres klasztoru
- 591-1 Yaksu-ri, Bukha-myeon, Jangseong-gun, Jeollanam-do, Korea Południowa

## Przypisy

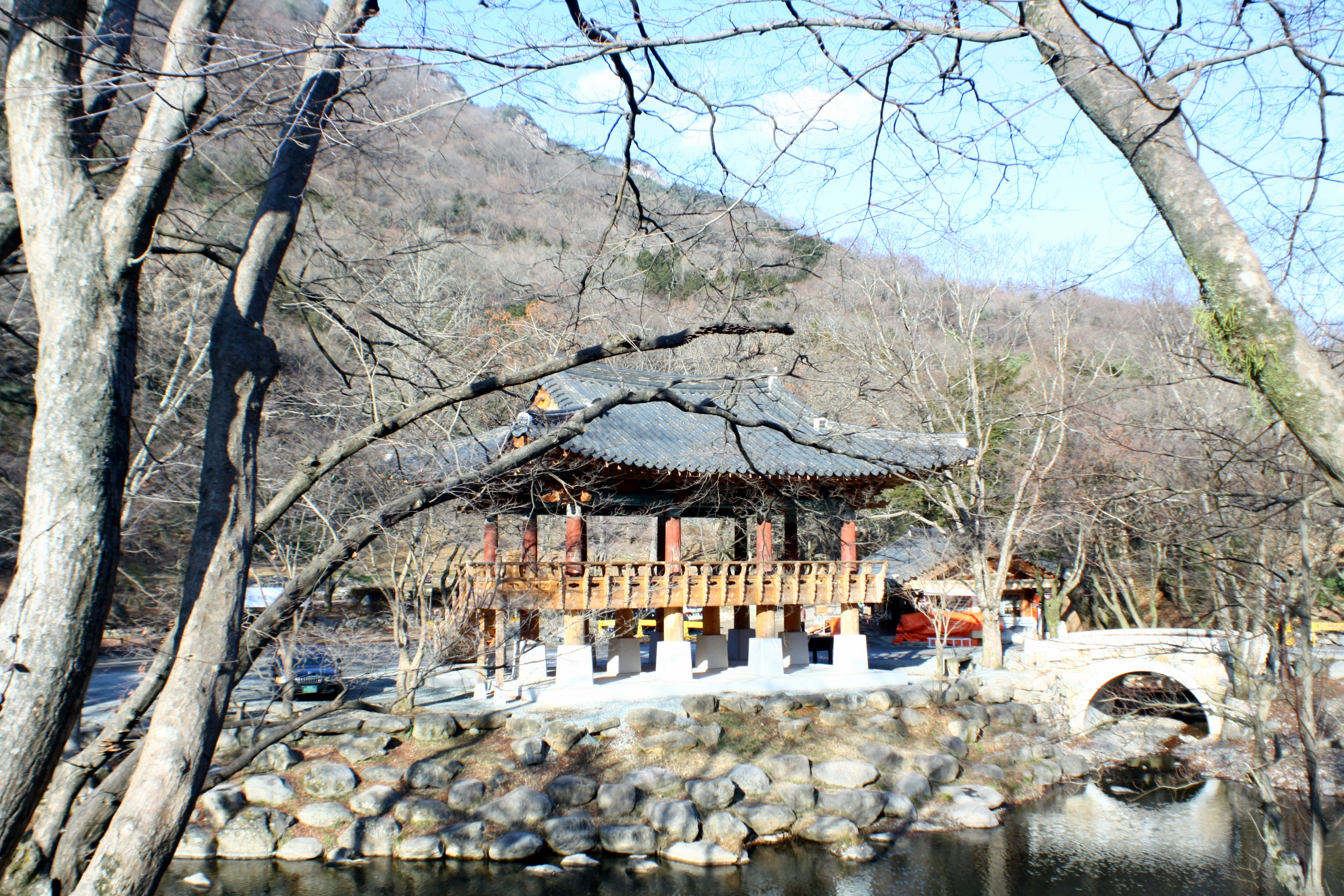
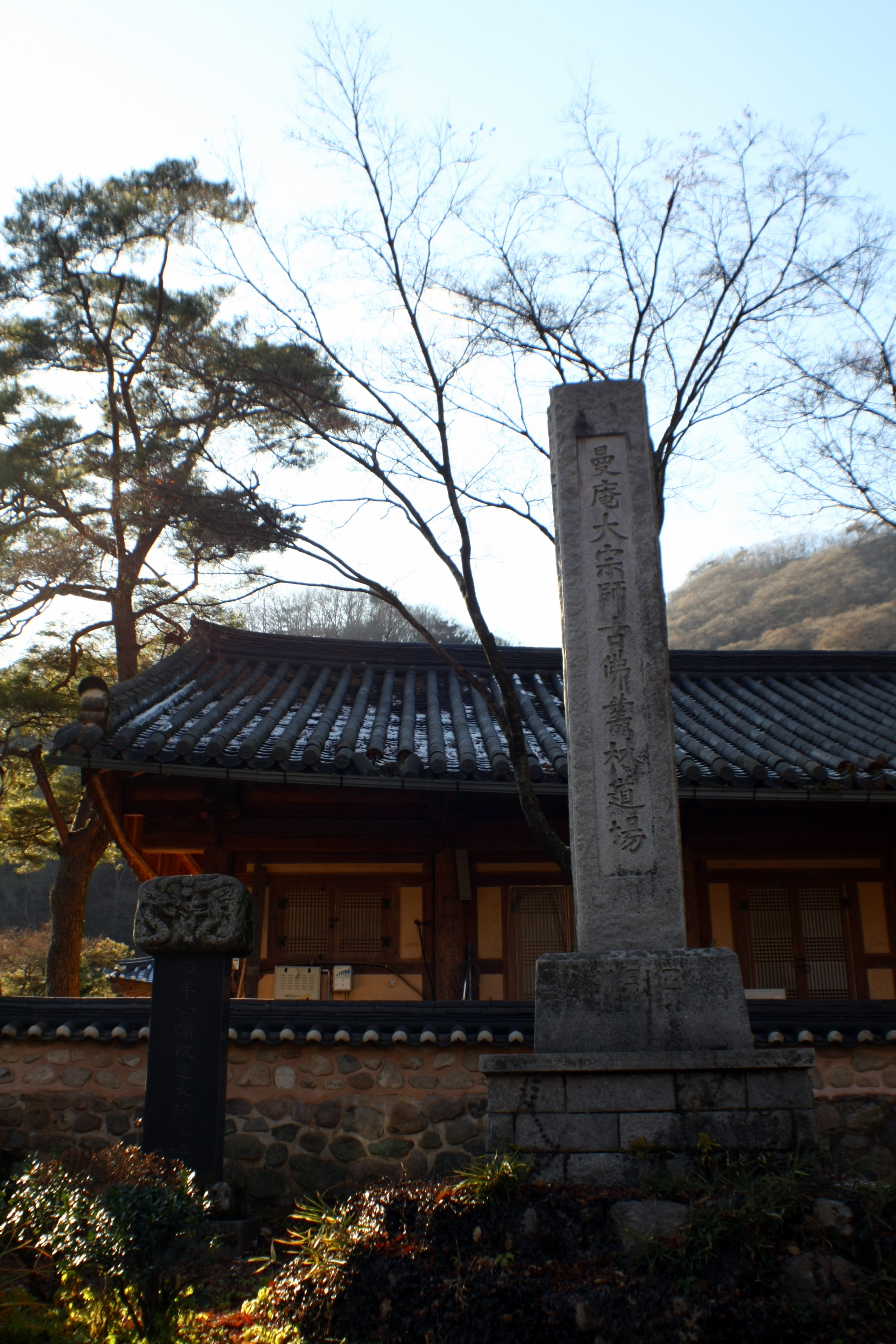
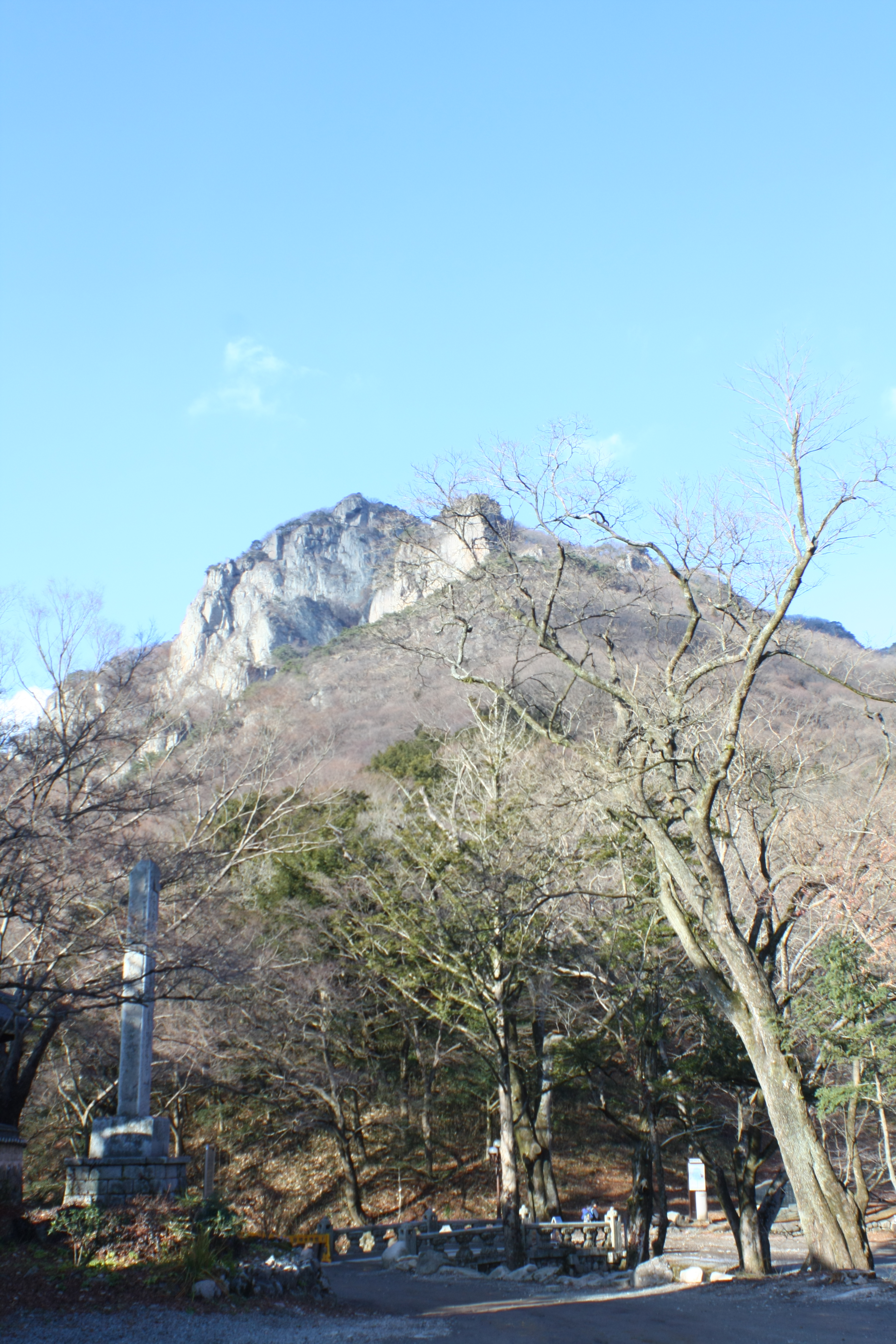